# Wien-Schwechats flygplats

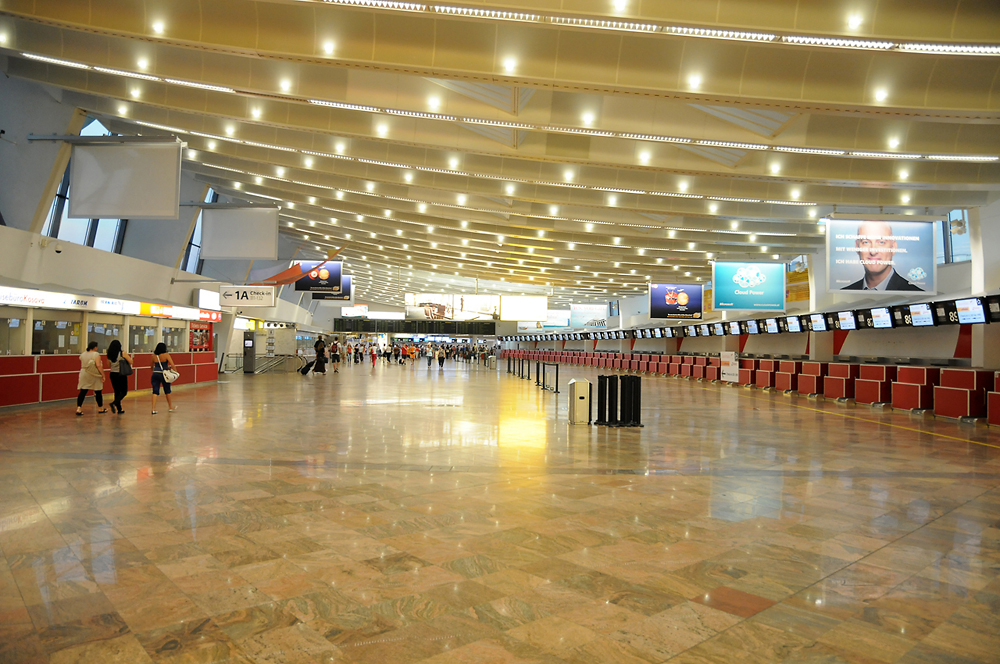
Terminal 1

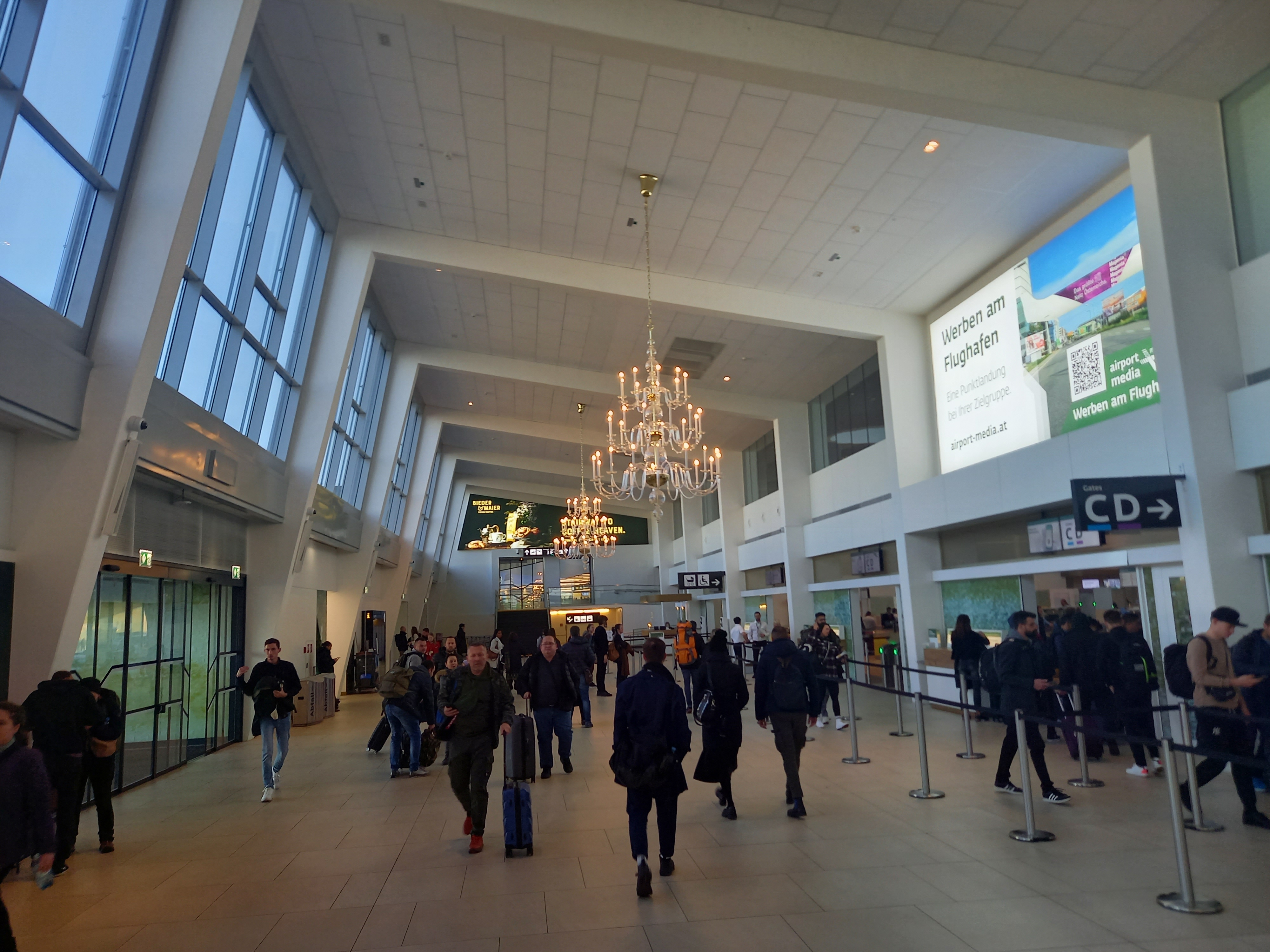
Terminal 2

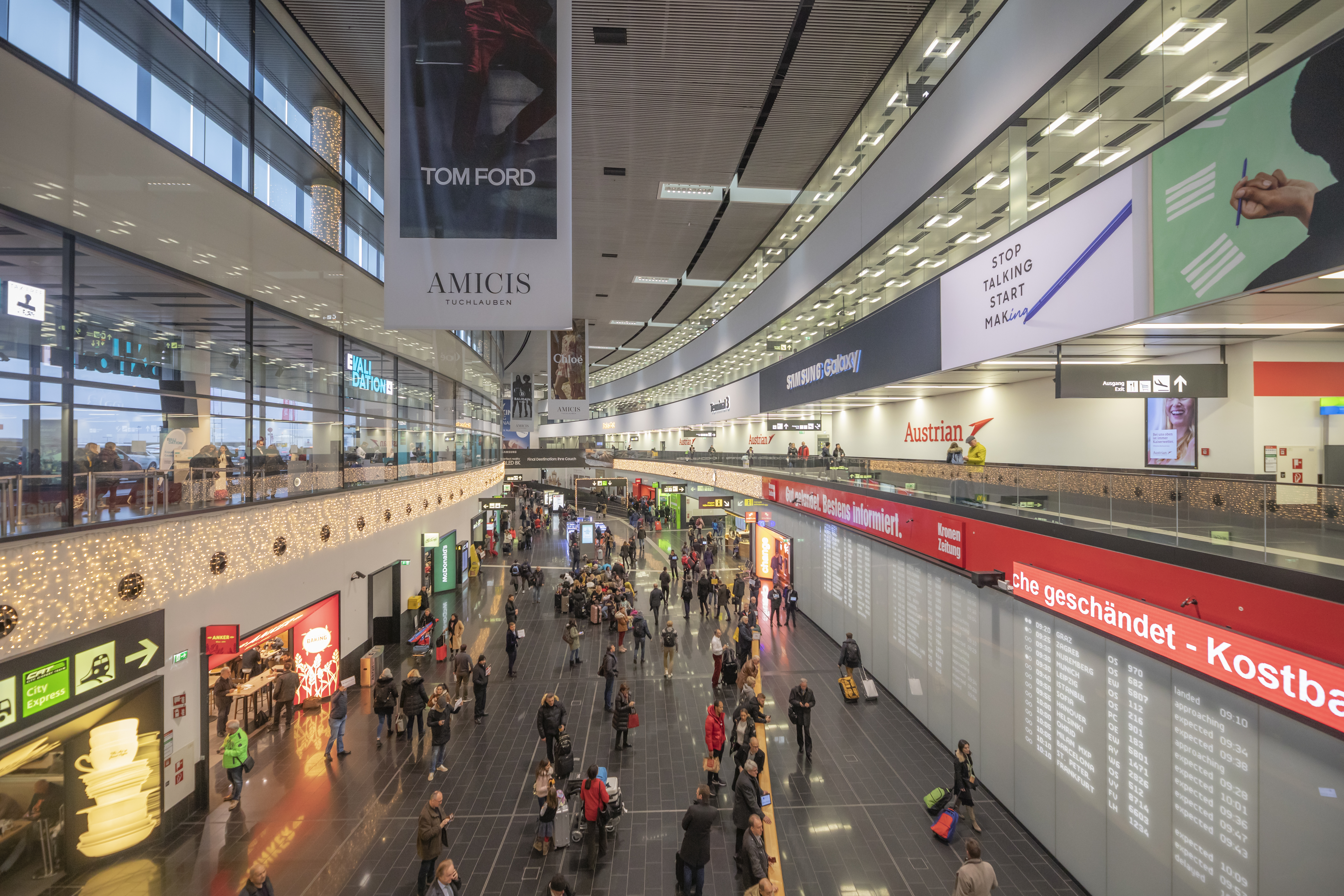
Terminal 3

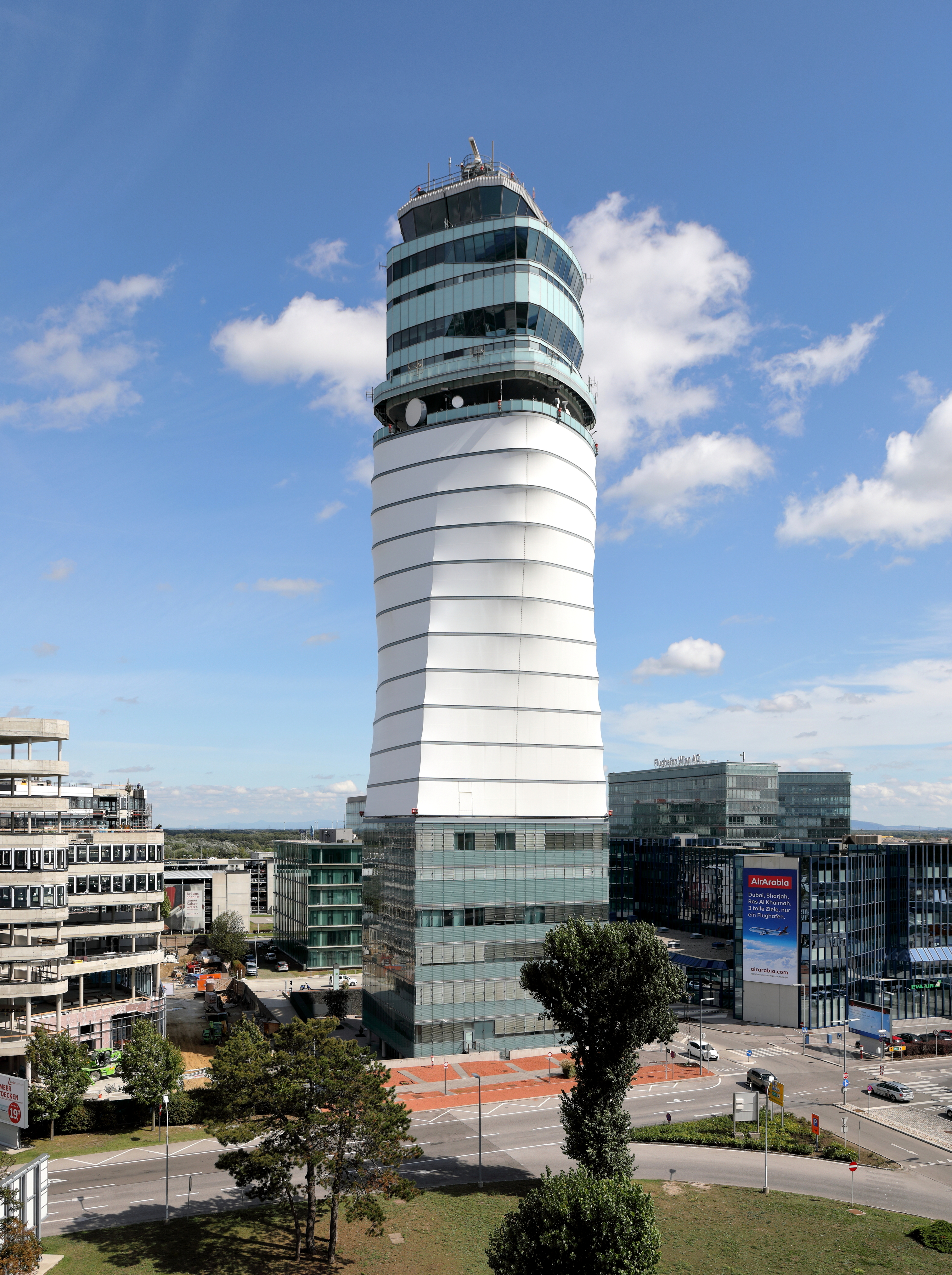
Flygledartornet

Wien-Schwechats flygplats (IATA: VIE, ICAO: LOWW) (tyska: Flughafen Wien-Schwechat) är en internationell storflygplats i Schwechat sydöst om Wien i Österrike.

## Historia
Flygplatsen byggdes 1938 och var då en militärflygplats. Den kom att användas under andra världskriget, och 1945 tog britterna över flygplatsen. Under 1954 skapades ett nytt företag som tog över driften och i samband med starten av Austrian Airlines 1958 byggdes flygplatsen ut. År 1959 förlängdes landningsbanan och 1972 byggdes en andra landningsbana.

## Flygdestinationer och flygbolag
| Flygbolag                     | Destinationer                                                 |
| ----------------------------- | ------------------------------------------------------------- |
| Aegean Airlines               | Aten Säsong: Heraklion, Rhodos                                |
| Aer Lingus                    | Dublin                                                        |
| Ethiopian Airlines            | Addis Abeba, Stockholm                                        |
| EVA Air                       | Bangkok, Taipei                                               |
| Finnair                       | Helsingfors                                                   |
| Freebird Airlines             | Antalya, Izmir, Istanbul                                      |
| Georgian Airways              | Tbilisi                                                       |
| Germania                      | Bremen                                                        |
| Germanwings                   | Berlin, Bonn, Düsseldorf, Hamburg, Hannover, Stuttgart        |
| Iberia                        | Madrid                                                        |
| Iran Air                      | Teheran                                                       |
| Jet2.com                      | Manchester                                                    |
| KLM                           | Amsterdam                                                     |
| Korean Air                    | Seoul                                                         |
| Kuwait Airways                | Kuwait, Frankfurt                                             |
| LOT Polish Airlines           | Warszawa                                                      |
| Lufthansa                     | Frankfurt, München                                            |
| Luxair                        | Luxemburg                                                     |
| Neos                          | Sal                                                           |
| Norwegian Air Shuttle         | Oslo                                                          |
| Onur Air                      | Istanbul                                                      |
| Qatar Airways                 | Doha                                                          |
| Royal Jordanian               | Amman                                                         |
| SunExpress                    | Antalya, Izmir                                                |
| Swiss International Air Lines | Zürich                                                        |
| TAP Air Portugal              | Lissabon                                                      |
| TAROM                         | Bukarest, Cluj-Napoca                                         |
| Transavia.com                 | Rotterdam                                                     |
| TUIfly                        | Säsong: Korfu, Heraklion, Patras (Börjar 22 Maj 2015), Rhodos |
| Tunisair                      | Tunis Säsong:Enfidha                                          |
| Turkish Airlines              | Ankara, Istanbul (Atatürk och Sabiha Göcen)                   |
| Uzbekistan Airways            | Tasjkent, Urgentj                                             |
| Vueling                       | Barcelona, Rom                                                |